# Alma littera

Současné logo nakladatelství

Alma littera je litevské nakladatelství založené 16. listopadu 1990. Většinou publikuje vzdělávací knihy a méně beletrii. Knihy jsou vhodné pro různé věkové skupiny. V roce 2002 se sloučila s jiným vydavatelstvím s názvem Šviesa a stalo se největším nakladatelskou skupinou v Pobaltí. Současným ředitel je Arvydas Andrijauskas. Knyguklubas.lt je virtuální verzí Alma littery a bylo spuštěno v roce 2003.